# Palena (Chile)
Palena ist eine Kommune im Süden Chiles. Sie liegt in der gleichnamigen Provinz in der Region de los Lagos. Sie hat 1711 Einwohner und liegt ca. 255 Kilometer südöstlich von Puerto Montt, der Hauptstadt der Region.

## Geschichte
Der Name Palena stammt vom Jesuitenforscher Nicolás Mascardi, der sich, als er auf dem Gebiet der heutigen Gemeinde ankam, an seine italienische Heimatstadt Palena erinnert fühlte. Ursprünglich wurde das Gebiet von den Tehuelche bewohnt. Anfang des 20. Jahrhunderts siedelten chilenische Landwirte auf dem Gebiet um den Río Encuentro sowohl auf chilenischer Seite als auch im nahe liegenden Argentinien, um dort Landwirtschaft, insbesondere Viehzucht, zu betreiben. Sie kamen hauptsächlich aus den südchilenischen Regionen Región de la Araucanía, Región de los Ríos und Región de los Lagos. Am 25. Februar 1929 wurde der Distrikt Palena offiziell gegründet. Ab den 1950er Jahren wurde das Gebiet um Palena eines der Zentren in den Grenzstreitigkeiten mit Argentinien. Letzten Endes wurde der Disput um das Valle California und den Río Encuentro erst in einem Schiedsspruch der britischen Königin Elisabeth II gelöst. Im Zuge dessen kam es zu Umsiedlungen der Bevölkerung nach der neu gezogenen Grenze. Auch heute ist die Kommune durch die Landwirtschaft geprägt, und die Situation mit Argentinien ist entspannt.

## Demografie und Geografie
Laut der Volkszählung aus dem Jahr 2017 leben in Palena 1711 Einwohner, davon sind 886 männlich und 825 weiblich. 62,8 % leben in urbanem Gebiet, der Rest in ländlichem Gebiet. Neben dem Dorf Palena gehören mehrere kleine Ortschaften und Dörfer zur Kommune. Die Kommune hat eine Fläche von 2764 km² und grenzt im Norden an Futaleufú, im Osten an Argentinien, genauer gesagt die Departamentos Futaleufú, Languiñeo und Tehuelches in der Provinz Chubut, im Süden an die Región de Aysén und die Kommunen Cisnes und Lago Verde und im Westen an Chaitén.
Palena liegt zentral im chilenischen Patagonien. Sie ist die südlichste Kommune der Región de los Lagos und liegt abgeschieden von Puerto Montt und Coyhaique, der Hauptstadt der angrenzenden Región de Aysén. Über eine Straße ist Palena mit der Carretera Austral verbunden, außerdem gibt es am Río Encuentro einen Grenzübergang nach Argentinien. In Palena liegt das Reserva Nacional Lago Palena um den gleichnamigen See. Außerdem ist das Gebiet durchzogen von Flüssen wie dem Río Encuentro, dem Río Yelcho und dem Río Palena. Es gibt nach wie vor große Gebiete in der Kommune, die unberührt sind.

## Wirtschaft und Politik
In Palena gibt es 30 angemeldete Unternehmen. Die Wirtschaft basiert hauptsächlich auf Land- und Forstwirtschaft. Der aktuelle Bürgermeister von Palena ist der unabhängige Ricardo Soto Said. Auf nationaler Ebene liegt Palena im 58. Wahlkreis, unter anderem zusammen mit Castro, Ancud, Chaitén und Hualaihué.

## Tourismus
Trotz der abgeschiedenen Lage ist Palena bei Touristen relativ beliebt. Es ist zwar etwas abgelegen von der Carretera Austral aber dennoch über eine Straße gut zu erreichen. Der Río Futaleufú in Palena und Futaleufú ist weltweit eines der beliebtesten Ziele zum Rafting. Des Weiteren ist Fischen in den Seen der Gemeinde, gerade im Lago Palena und Lago Yelcho sehr beliebt.

## Fotogalerie

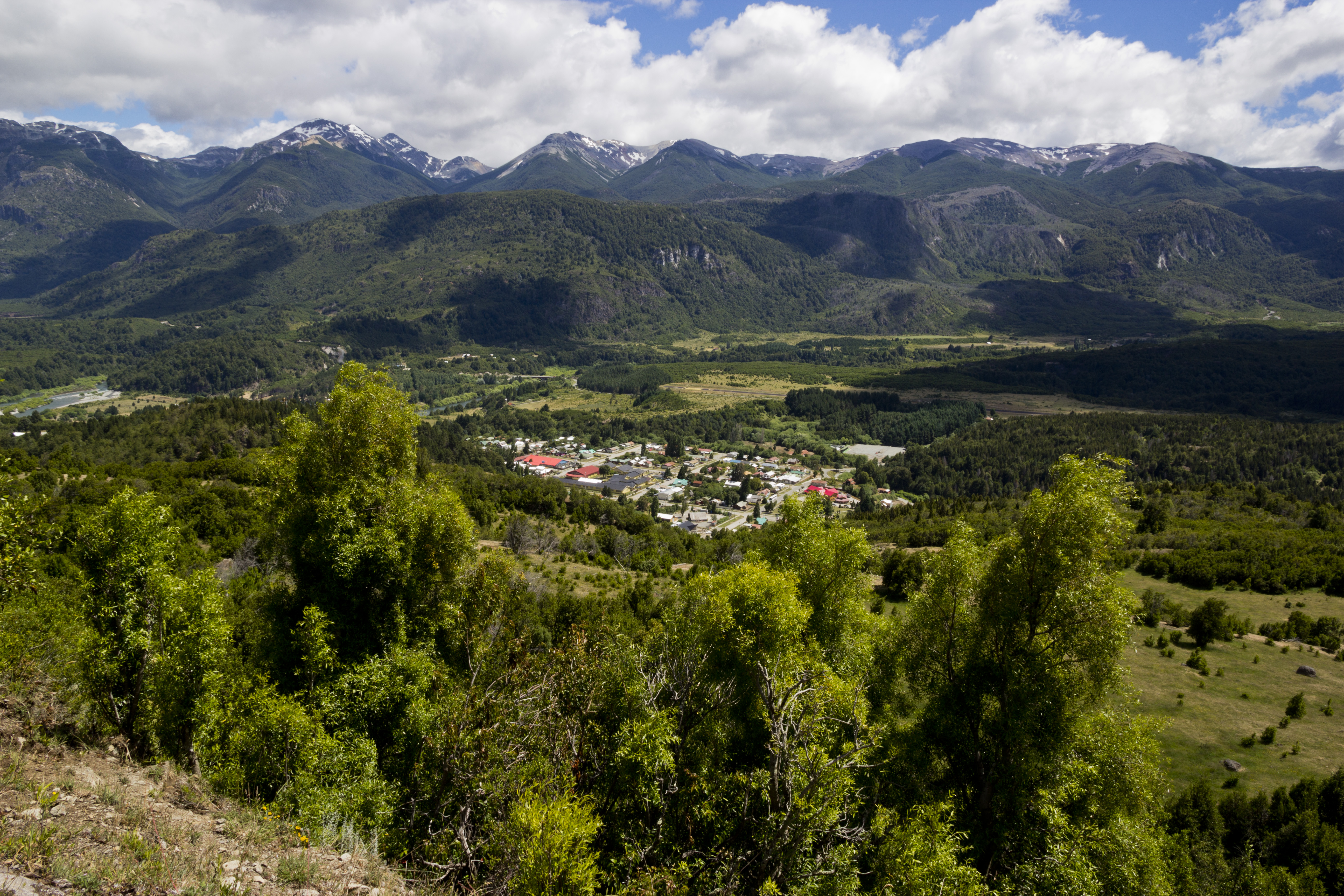
Blick auf das Dorf Palena
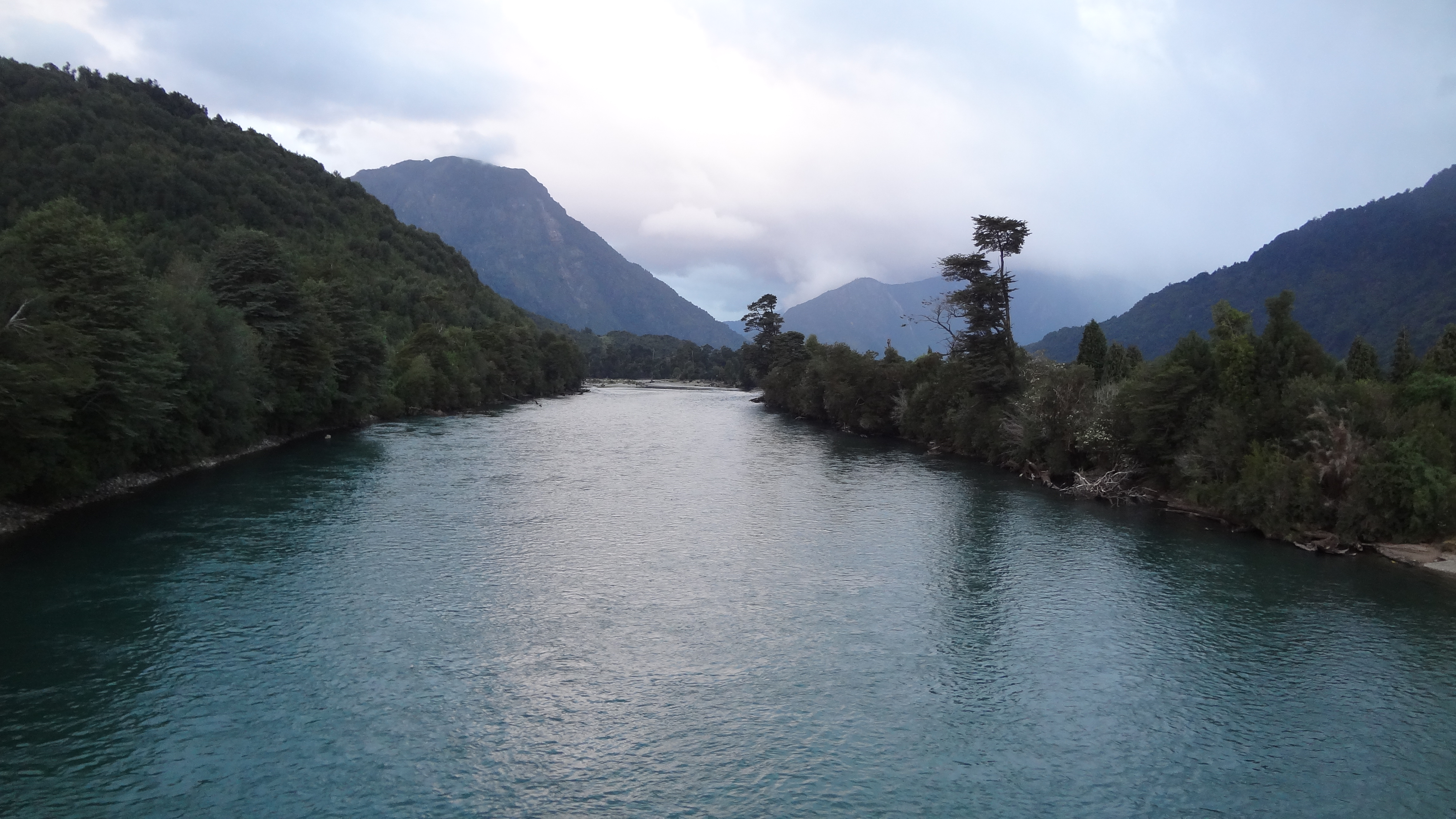
Der Río Palena
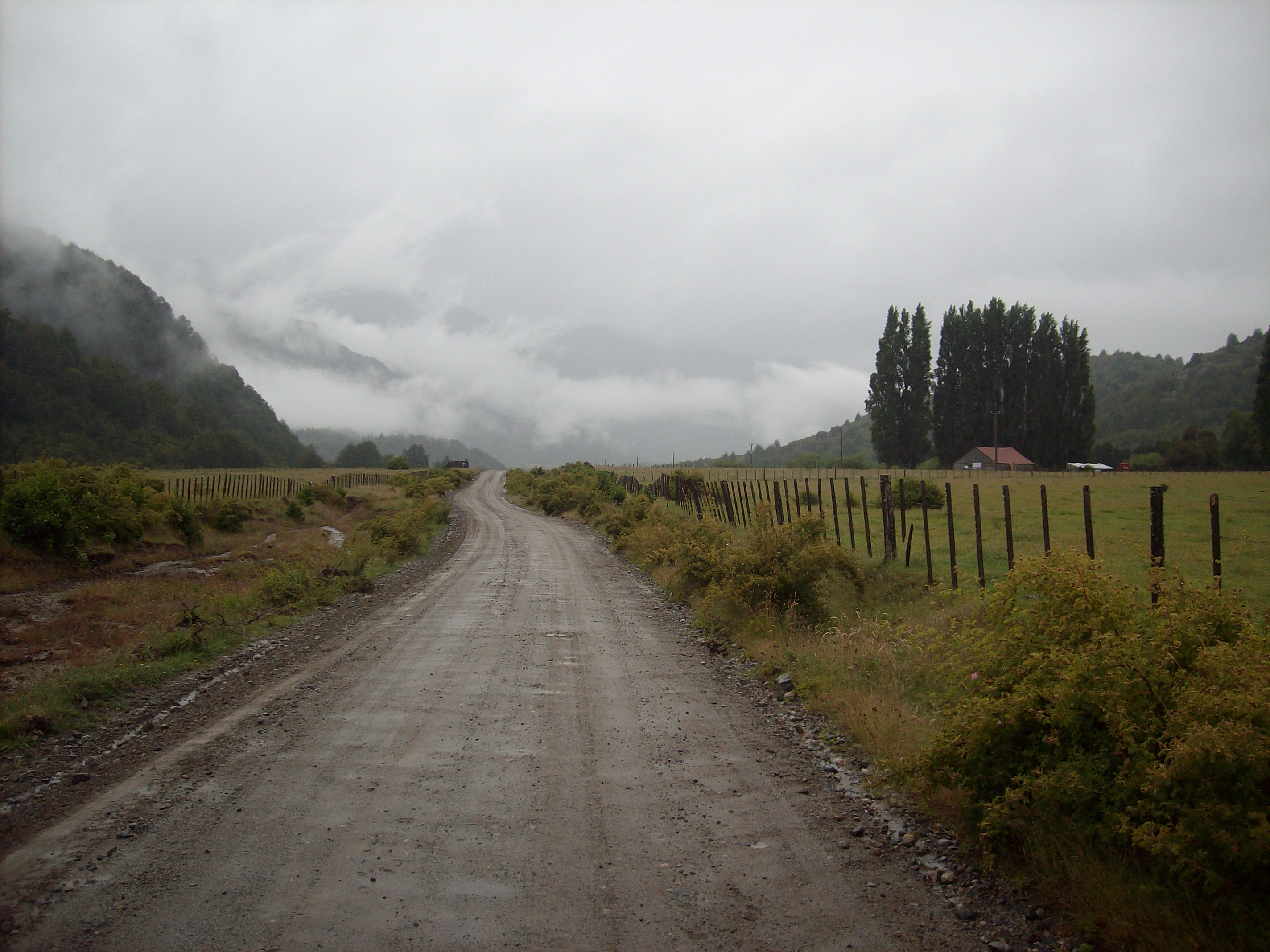
Umgebung von Palena
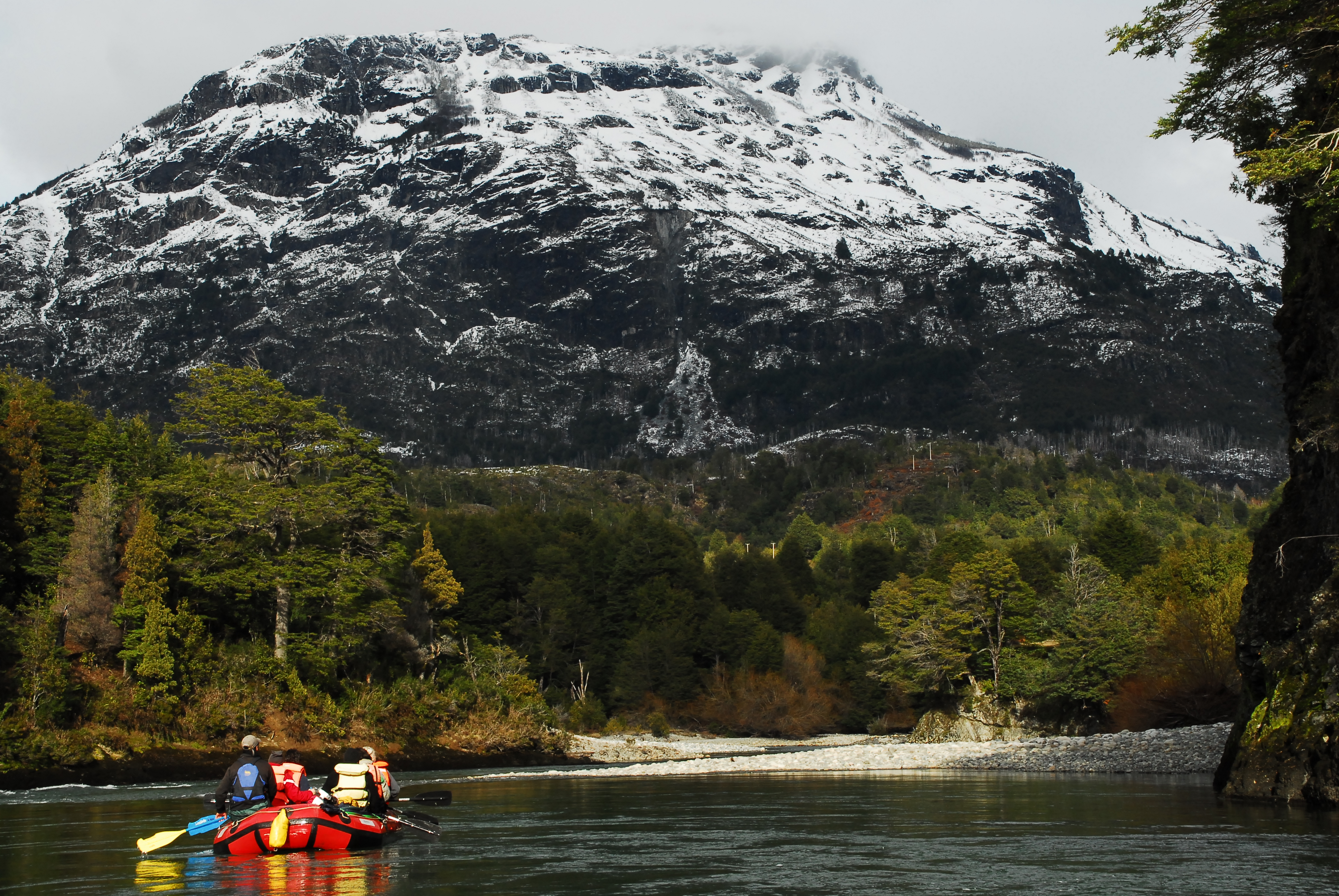
Rafting auf dem Río Palena
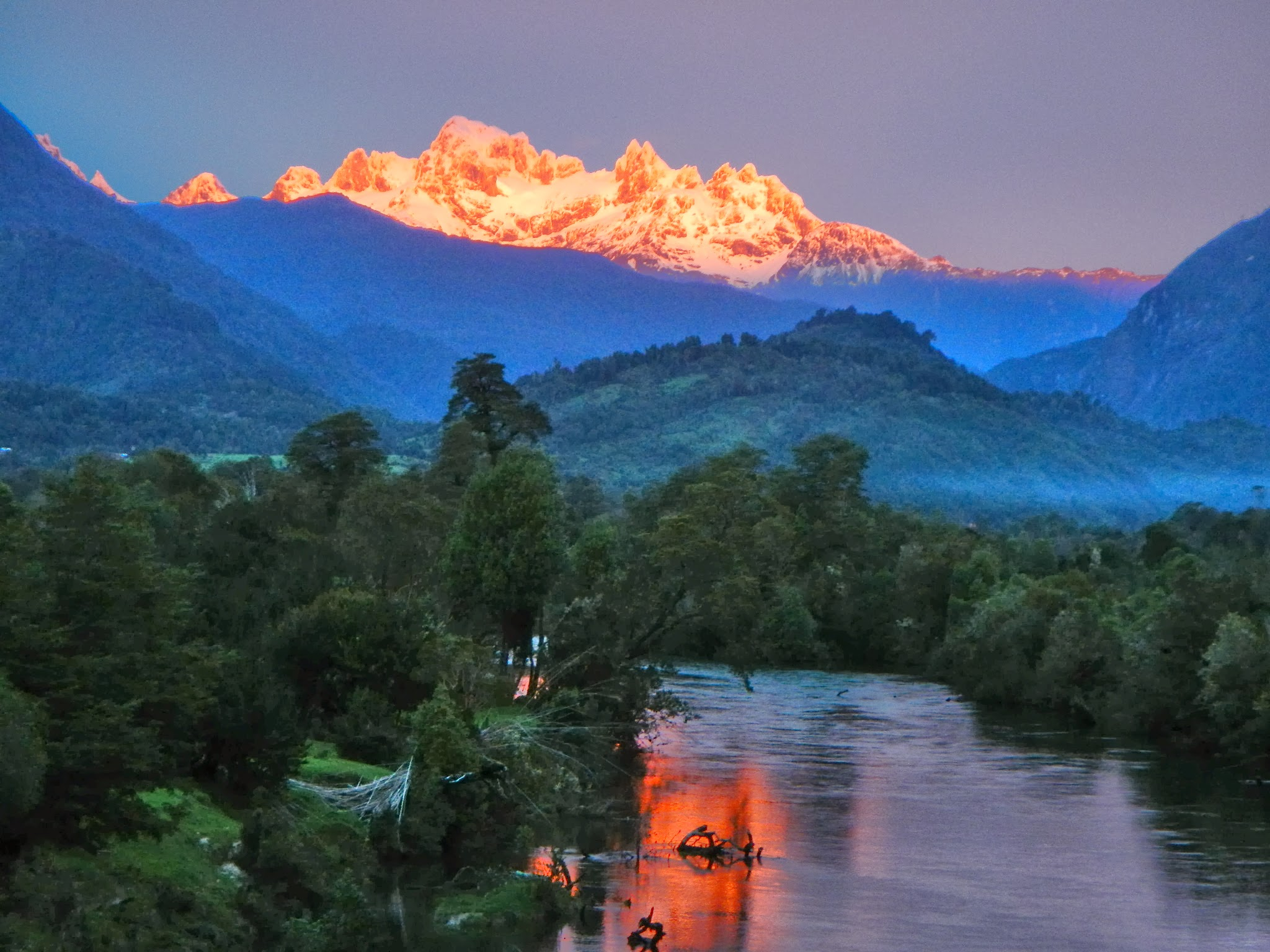
Der Cerro Barros Arana an der Grenze zwischen Palena und der Región de Aysén